# Ricardo Cabrisas

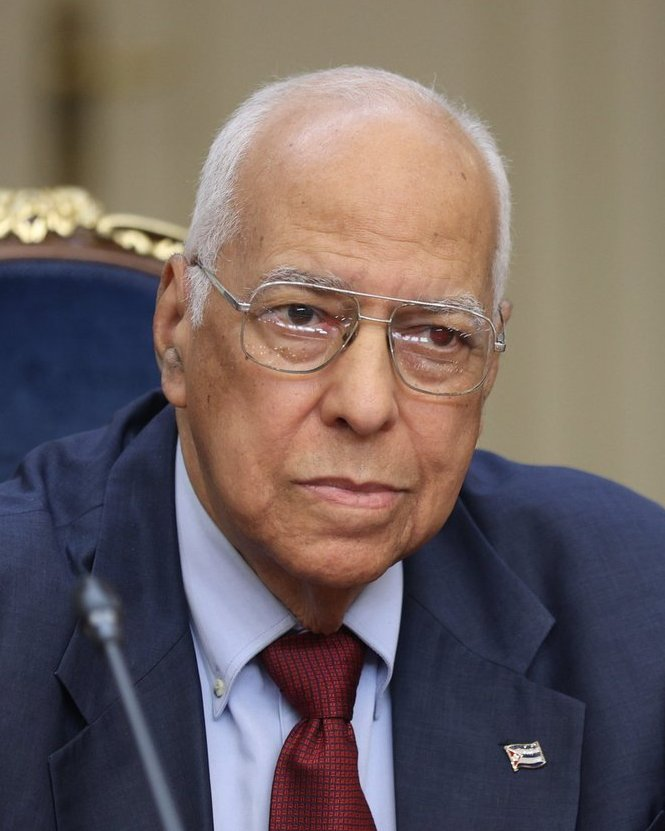
Ricardo Cabrisas (2022)

Ricardo Cabrisas Ruiz (* 21. Januar 1937 in Havanna) ist ein kubanischer Politiker der Kommunistischen Partei Kubas, der seit 2009 Vizevorsitzender des Ministerrates. Von April 2023 bis Mai 2024 war er Minister für Außenhandel.

## Leben
Cabrisas stammt aus einer Arbeiterfamilie aus Havanna und schloss sich nach dem Besuch der Sekundarschule der von Fidel Castro geführten Bewegung des 26. Juli an. In der Folgezeit nahm er an der Revolution gegen die autoritäre Herrschaft des Präsidenten Fulgencio Batista teil.
Nach dem Sturz Batistas 1959 trat er in den Auslandsgeheimdienst Dirección General de Inteligencia (DGI) ein und war nach einer Tätigkeit als Operativoffizier mehrere Jahre Leiter der Vertretung der DGI in Kanada. Der von Castro und Celia Sánchez geförderte junge Politiker absolvierte ein Studium im Fach Außenhandel, das er mit einem Bachelor abschloss, sowie ein Studium der Politikwissenschaft, welches er mit einem Lizenziat beendete.
1970 wurde Cabrisas zum Vizeminister für Außenhandel ernannt und wurde schließlich 1980 als Nachfolger von Marcelo Fernández Font selbst Minister für Außenhandel (Ministro del Comercio Exterior). Dieses Ministeramt bekleidete er bis zu seiner Ablösung durch Raúl de la Nuez Ramírez 1999 fast zwanzig Jahre lang und arbeitete während dieser Zeit insbesondere in Fragen der Zusammenarbeit mit internationalen und regionalen Organisationen sowie multilateralen Angelegenheiten mit Castro zusammen. Daneben übte er als persönlicher Gesandter Castro auf Sonderkonferenzen der Weltgesundheitsorganisation, Vereinten Nationen, der Gruppe der 77, der AKP-Gruppe sowie der Karibischen Gemeinschaft auch Einfluss auf die kubanische Außenpolitik aus.
1999 übernahm er für zehn Jahre das Amt eines Ministers ohne Geschäftsbereich (Ministro de Gobierno sin cartera), ehe er 2009 einer der Vizevorsitzenden des Ministerrates und von dessen Exekutivkomitee (Vicepresidente del Consejo de Ministros y de su Comité Ejecutivo) wurde. Cabrisas ist darüber hinaus Mitglied des Zentralkomitees der Kommunistischen Partei sowie Abgeordneter der Nationalversammlung (Asamblea Nacional del Poder Popular). Am 13. Juli 2016 übernahm Cabrisas das Amt des Wirtschaftsministers von seinem Vorgänger Marino Murillo und führte dieses bis Juli 2018 aus. Er wurde von Alejandro Gil abgelöst. Am 19. April 2023 wurde er, nun 86-jährig, zum Minister für Außenhandel und ausländische Investitionen ernannt. Von Beobachtern wurde das nicht gerade als Aufbruchssignal gewertet, dass die kubanische Regierung um Präsident Díaz-Canel mit innovativen Reformen auf die zu diesem Zeitpunkt grassierende Wirtschaftskrise im Land reagieren wollte. In Investorenkreisen wurde die Nachricht jedoch positiv aufgenommen, da der langjährige Chefunterhändler der kubanischen Auslandsschulden Cabrisas als effizienter Kader gilt. Im Mai 2024 wurde er von Oscar Perez-Oliva abgelöst.